# 沙卡口孵非鯽
沙卡口孵非鯽，為輻鰭魚綱鱸形目隆頭魚亞目慈鯛科的一種，分布於非洲馬拉威湖流域，體長可達36公分，棲息在植被生長的淺水域，以矽藻及植物碎屑為食，可做為食用魚及觀賞魚。